# Pretty privilege
Pretty privilege či body privilege, česky privilegium krásy, je koncept používaný jako označení ekonomických, sociálních či politických výhod nebo benefitů pro muže a ženy, založených pouze na jejich fyzickém vzhledu. Často se jedná o ideální vzhled podle západního standardu krásy. Privilegium krásy je také spojováno s takzvaným haló efektem, kdy mají lidé automaticky kladné mínění o atraktivních lidech. V opačném případě se jedná o takzvaný horn efekt, kdy mají lidé záporné mínění o lidech na základě negativní vlastnosti nebo charakteristiky. Privilegium krásy může být také spojováno s kolorismem, kdy jsou lidé posuzováni na základě barvy jejich pleti.

## Přehled
Privilegium krásy je relativně nový koncept. Vznikl na základě chápání bíleho privilegia americkou feministkou a antirasistickou aktivistkou Peggy McIntosh. Později se koncept upravil, protože privilegium může být uděleno na základě vzhledu nebo těla člověka. V běžném životě mohou mít lidé pocit, že mají málo kariérních nebo sociálních příležitostí právě proto, že nemají privilegium krásy.

## Dopady
V konečném důsledku má privilegium krásy vliv na každodenní život. Může mít negativní, ale i pozitivní dopady. Nekterým lidem (užívajícím privilegia) může pomoci dostat se z těžkých situací, protože dostali dobrou příležitost. Jiní zase mohou o příležitost přijít, protože nejsou považováni za dostatečně atraktivní. To se týka pracovního prostředí, školy, sociálnich skupin či sociálních médií.

### Estetický kapitál
V dnešní době je velmi jasně viditelná důležitost krásy, hlavně v televizi. Čím jsou například herci a herečky nebo reportéři či reportérky atraktivnejší, tím víc pracovních nabídek, povýšení, zvýšení mzdy anebo pozvánek na společenské akce obdrží. Další výhody vysokého estetického kapitálu jsou například: optimismus, sebedůvěra, kredibilita, vyšší sociálni hodnota, větší vliv na druhé, zdraví, déletrvající vztahy. Nevýhodami nedostatečného estetického kapitálu jsou právě naopak: nižší sebedůvěra, nižší kredibilita, nižší sociálni hodnota, menší vliv na druhé, horší zdraví, nezdravé vztahy.